# Anarrhinum forskaohlii
Anarrhinum forskaohlii är en grobladsväxtart. Anarrhinum forskaohlii ingår i släktet gapmunnar, och familjen grobladsväxter.

## Underarter
Arten delas in i följande underarter:
- A. f. abyssinicum
- A. f. forskaohlii
- A. f. pubescens